# ستيفانوس شويمان
ستيفانوس شويمان (بالإنجليزية: Stephanus Schoeman)‏ (و. 1810 – 1890 م) هو سياسي من جنوب أفريقيا .